# University of Puget Sound
University of Puget Sound är ett privat universitet i Tacoma i Washington, grundat år 1888. Universitetet, som ingår i Annapolis Group, har ungefär 2 600 studenter.